# Брджанин, Александр
Александр Брджанин (серб. Александар Брђанин; род. 18 января 1981, Любляна) — боснийский футболист, завершивший карьеру, играл на позиции нападающего.

## Карьера
Александр — воспитанник клуба ОФК. В 2002 году перешёл в украинский клуб «Металлург» (Запорожье), за который сыграл 16 матчей в чемпионате Украины. Однако, по истечении сезона покинул клуб и отправился играть на родину, где выступал за «Леотар» и «Радник» (Биелина). В 2006—2008 годах играл в чемпионате Черногории за «Единство» (Биело-Поле) и «Ком». В 2009 году играл в чемпионате Венгрии за «Ракоци», а уже в следующем году провёл 7 матчей и забил 2 гола в чемпионате Узбекистана, играя за «Машал». После этого играл в Венгрии и Сербии, в 2014 году завершил карьеру.